# Малхинг
Малхинг (њем. Malching) општина је у њемачкој савезној држави Баварска. Једно је од 38 општинских средишта округа Пасау. Према процјени из 2010. у општини је живјело 1.287 становника. Посједује регионалну шифру (AGS) 9275132.

## Географски и демографски подаци
Малхинг се налази у савезној држави Баварска у округу Пасау. Општина се налази на надморској висини од 345–520 метара. Површина општине износи 25,2 km². У самом мјесту је, према процјени из 2010. године, живјело 1.287 становника. Просјечна густина становништва износи 51 становника/km².